# 马尼拉
马尼拉（發音：[majˈnilaʔ]），又稱岷里拉、馬尼剌（閩南語白話字：Bîn-lí-la），正式名稱為馬尼拉市，是菲律宾的首都，位於菲律宾的最大岛—呂宋島馬尼拉灣的東岸；其中巴石河流經城市中部，將城市其分為南北兩區。作為全國最重要的經濟、文化、教育、工業、政治及金融中心。截至2020年，馬尼拉都會是世界上人口最稠密的城市。市區人口約為1,846,513人，马尼拉也是該國第一個特許城市，由1901年7月31日的菲律賓委員會第183號法案被指定。
在同屬此都會區的眾多城市中，僅奎松市人口多於馬尼拉市。马尼拉之名在西班牙殖民時，因雙方語言不通的誤解而命名為：Maynilad，起源於他加祿語：是這裡有的意思，他加祿語：（瓶花木屬）是一种生长着白豔花朵、可作為染料的湿地树，許多觀賞過的人們都以「那些白色的花开着，便像一双双亮晶晶的眼睛」形容它，兩字合起來為他加祿語：，本意為他加祿語的這裡有白色的花。她所屬的這個都會區，菲律賓官方稱為馬尼拉大都會（Metro Manila），一般外國人和非定居者通常簡稱以馬尼拉。全區由17座城市和直轄市所組成。並因應菲律賓國會中的代表權和市議會議員選舉而分為6個政治區。依照全球化及世界城市研究网络（GaWC）所公布之《世界级城市》名单中，马尼拉被列为属于Alpha−级别的国际都市。全球金融中心指數將馬尼拉排在世界第79位。
在西班牙入侵之前的呂宋島處在蘇祿王朝的統治下，一個名為Maynilà的古老政體曾在馬尼拉所在的地區發展，其歷史可以追溯到1258年。然而，該政體最後一位罗阇蘇萊曼三世在邦庫賽戰役中被擊敗後，一座名為圣地亚哥堡的堡壘直接建在舊 Maynilà 遺址之上。最終在1571年6月24日，西班牙征服者米格尔·洛佩斯·德莱加斯皮建立了馬尼拉，並在隨後成為菲律賓殖民地的行政中心，與宿霧、那牙和伊洛伊洛成為西屬東印度群島菲律賓的皇家城市之一，今天該城市依然保存許多殖民時期的歷史遺跡。

## 历史

### 前西班牙时期
在宋代称为蒲哩噜，最早见宋代《诸番志》：“蒲哩噜与三屿联属，聚落差盛，人多猛悍，好攻劫。海多卤股之石，搓牙如枯木芒刃，銛于剑戟，舟过其侧，预曲折以避之。产青琅玕、珊瑚树，然绝难得。风俗博易，与三屿同”。16世紀中葉，馬尼拉只是一個在帕西河（Pasig River）岸邊、信仰著回教的小漁村。
《岛夷志略》作麻里鲁，《南海志》作麻里芦《东西洋考与《顺风相送》作麻里吕，《粤海关志》作眠唎喇国，海岛逸志作呅哖犖，《吕宋记略》作岷里腊。

### 西班牙殖民地时期
1570年，西班牙人抵達馬尼拉。1595年，西班牙人公告馬尼拉成為菲律賓群島的首都。1789年，西班牙允許外国商船运载亚洲的商品到马尼拉，此前西班牙不准外国人在菲居留与经商。1834年9月6日，西班牙宣布开放马尼拉为国际自由商港，並逐步取消排外条例。此後外商纷纷進入马尼拉。1898年美西戰爭，西班牙戰敗，馬尼拉改由美國治理。

### 二战时期
1942年1月2日，馬尼拉在太平洋戰爭中被日軍所據。1945年2月23日美軍奪回了這座城市，不過未能阻止馬尼拉大屠殺。在二次大戰攻防期間，菲律賓大部份的城市都被摧毀，但戰後也大部份迅速被重建。

### 当前
1975年，馬尼拉和周圍城市組成馬尼拉大都會。今日的马尼拉被「全球化与世界级城市研究小组与网络」评为世界级城市，并且是全球第二十四大消费都市。

## 地理

### 氣候
馬尼拉被歸類於柯本氣候分類法下的熱帶乾濕季氣候。和菲律賓的其他地區一樣，馬尼拉全境位於熱帶，四季如夏。由於其緯度接近赤道，氣溫的變化範圍相當狹小，鮮少到達20 °C（68 °F）以下或38 °C（100 °F）以上。然而其溼度相當高。在十二月下旬至五月有顯著的旱季，其餘時間則為較為氣溫較為溫和的雨季。在雨季時每天的降雨量常大量集中於短暫的時間內，鮮少下一整天的雨。颱風在六月到九月的期間來襲，並會在城市的部分地區造成水災。
| 馬尼拉 (1971-2000)                                       | 馬尼拉 (1971-2000) | 馬尼拉 (1971-2000) | 馬尼拉 (1971-2000) | 馬尼拉 (1971-2000) | 馬尼拉 (1971-2000) | 馬尼拉 (1971-2000) | 馬尼拉 (1971-2000) | 馬尼拉 (1971-2000) | 馬尼拉 (1971-2000) | 馬尼拉 (1971-2000) | 馬尼拉 (1971-2000) | 馬尼拉 (1971-2000) | 馬尼拉 (1971-2000) |
| 月份                                                     | 1月                | 2月                | 3月                | 4月                | 5月                | 6月                | 7月                | 8月                | 9月                | 10月               | 11月               | 12月               | 全年               |
| -------------------------------------------------------- | ------------------ | ------------------ | ------------------ | ------------------ | ------------------ | ------------------ | ------------------ | ------------------ | ------------------ | ------------------ | ------------------ | ------------------ | ------------------ |
| 平均高温 °C（°F）                                        | 29.5 (85.1)        | 30.5 (86.9)        | 32.1 (89.8)        | 33.5 (92.3)        | 33.2 (91.8)        | 32.2 (90.0)        | 31.1 (88.0)        | 30.6 (87.1)        | 30.9 (87.6)        | 30.9 (87.6)        | 30.7 (87.3)        | 29.7 (85.5)        | 31.2 (88.3)        |
| 日均气温 °C（°F）                                        | 26.5 (79.7)        | 27.2 (81.0)        | 28.5 (83.3)        | 29.9 (85.8)        | 30.0 (86.0)        | 29.2 (84.6)        | 28.5 (83.3)        | 28.1 (82.6)        | 28.2 (82.8)        | 28.2 (82.8)        | 27.1 (80.8)        | 26.2 (79.2)        | 28.1 (82.7)        |
| 平均低温 °C（°F）                                        | 18.5 (65.3)        | 20.8 (69.4)        | 25.9 (78.6)        | 26.2 (79.2)        | 26.7 (80.1)        | 26.2 (79.2)        | 25.8 (78.4)        | 25.5 (77.9)        | 25.5 (77.9)        | 25.5 (77.9)        | 24.9 (76.8)        | 23.9 (75.0)        | 24.6 (76.3)        |
| 平均降水量 mm（）                                        | 20.3 (0.80)        | 9.1 (0.36)         | 12.5 (0.49)        | 22.7 (0.89)        | 165.2 (6.50)       | 267.0 (10.51)      | 433.5 (17.07)      | 491.7 (19.36)      | 330.3 (13.00)      | 270.9 (10.67)      | 130.3 (5.13)       | 75.4 (2.97)        | 2,228.9 (87.75)    |
| 平均降雨天数                                             | 3                  | 2                  | 1                  | 3                  | 7                  | 15                 | 17                 | 20                 | 18                 | 14                 | 10                 | 6                  | 116                |
| 月均日照時數                                             | 186.0              | 223.8              | 217.0              | 270.0              | 217.0              | 150.0              | 124.0              | 124.0              | 120.0              | 155.0              | 150.0              | 155.0              | 2,091.8            |
| 来源1：World Meteorological Organization                 |                    |                    |                    |                    |                    |                    |                    |                    |                    |                    |                    |                    |                    |
| 来源2：Hong Kong Observatory,BBC Weather (sunshine data) |                    |                    |                    |                    |                    |                    |                    |                    |                    |                    |                    |                    |                    |

## 市區簡介

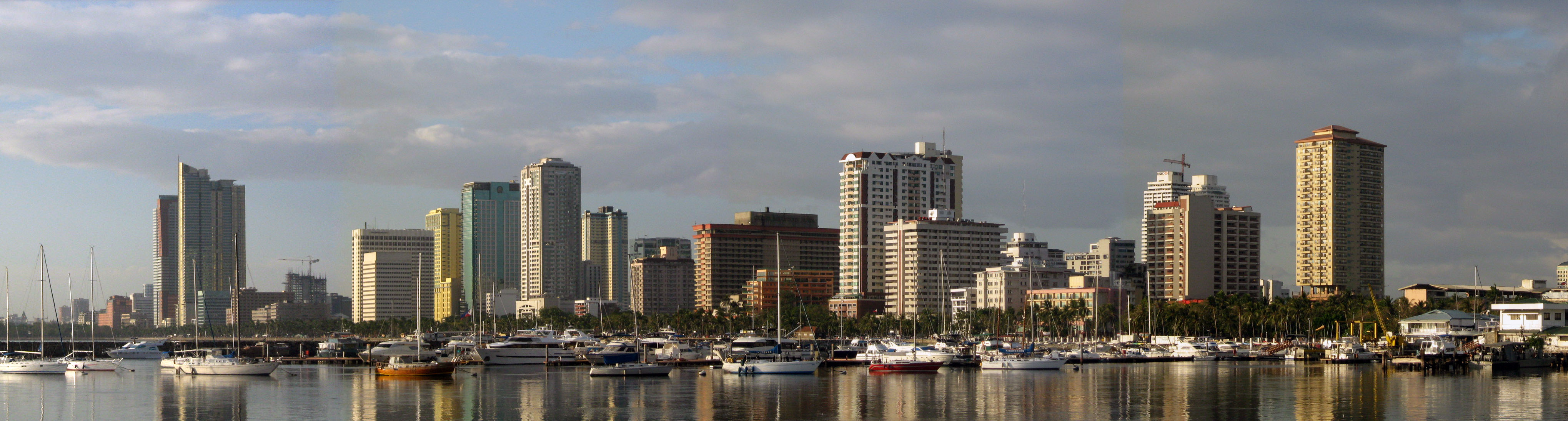
現代馬尼拉

马尼拉位于吕宋岛西部，马尼拉湾东岸、帕西河的入海口，帕西河横贯全城；位于纳沃塔斯市、加洛坎市之南；奎松市之西南；仙范、曼达路永市之西；马卡迪市之西北；巴萨市之北。
除了港區（Port Area）地区外，馬尼拉每一個市辖区均有教堂，其中有些教堂已成为区內市民的專属禮拜教堂；和马尼拉大都会內眾城比鄰。菲律賓總統府馬拉坎南宮亦位於馬尼拉市，發揮著總統辦公室和總統官邸的中樞功能。

馬尼拉市簡介圖

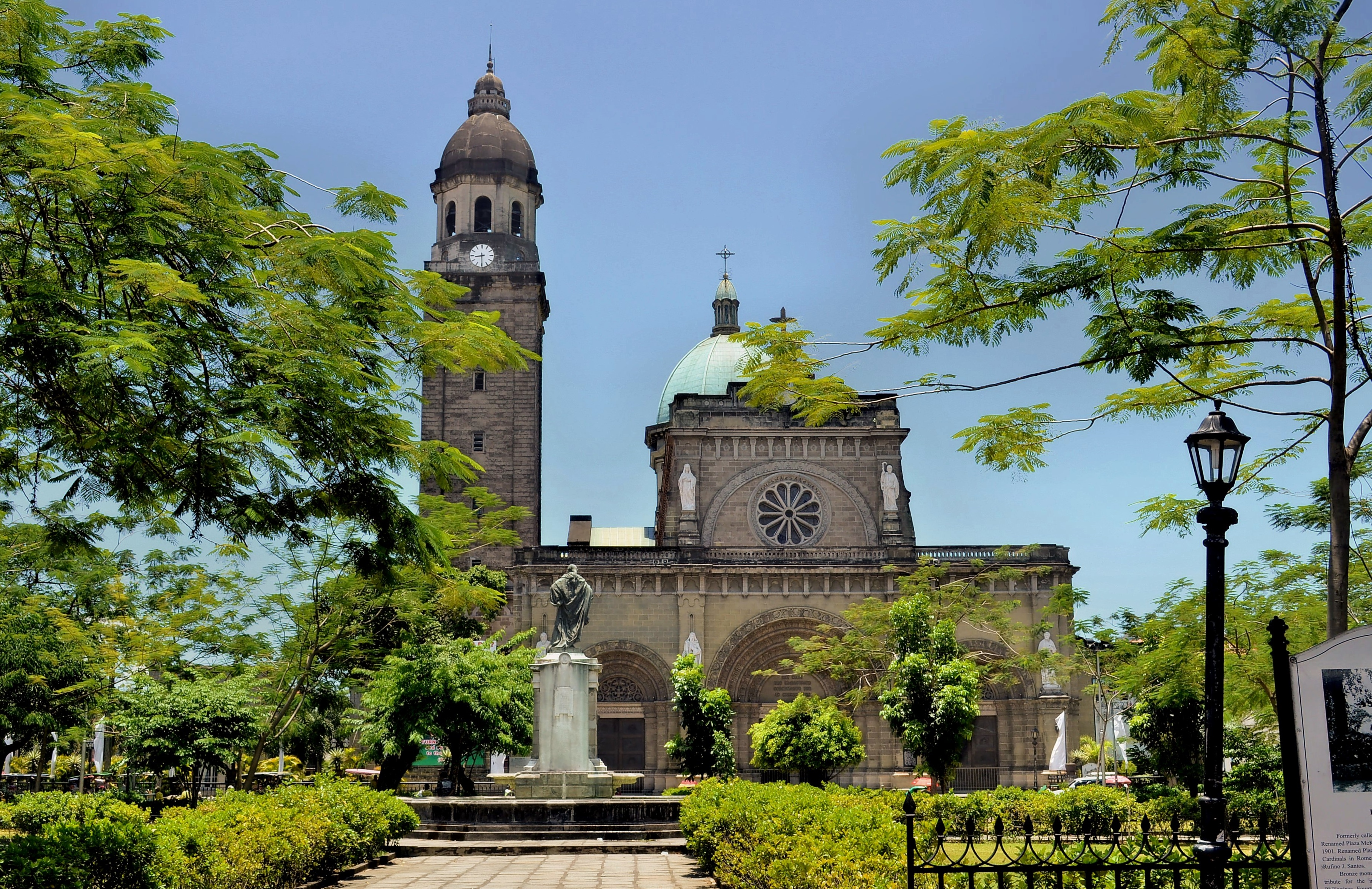
位於王城區的馬尼拉大教堂

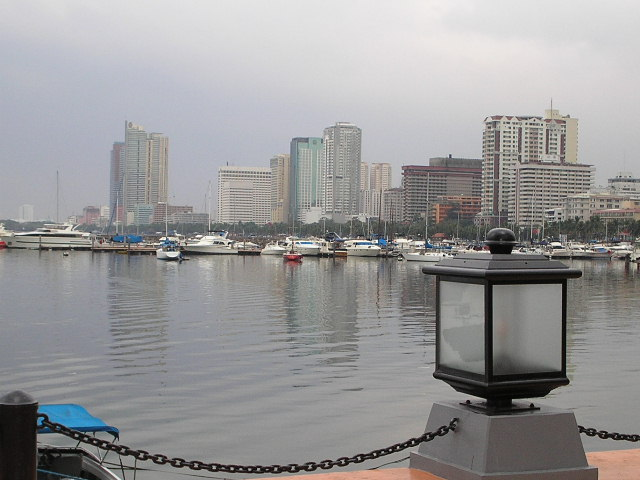
马尼拉湾和帆船俱乐部

马尼拉市辖16区，僅港區早期非歸於本市轄境；市內的帕西河南北兩岸各劃8个市轄區：

帕西河以北的辖区
- 岷倫洛區：全境皆為唐人街的範圍（民族英雄黎剎、前總統羅慕斯皆出生於此[15]）；
- 溪仔婆區：消費電子產品、自行車、手工藝品商店集中
- 三巴洛區：教育機構林立
- 聖米格爾區：菲國中央部會和各國駐菲使館和辦事處所在地
- 聖尼古拉斯區：
- 聖塔克魯茲區：衛生署所在地
- 聖塔梅莎區：
- 湯都區：人口密度最大、地域大、犯罪率高，人口中有高比例為貧民，市政府在此推動建設有相當難度，是市內最落後的一區

帕西河以南的辖区
- 王城區：马尼拉市中心以王城區為核心向外擴張發展
- 艾米塔區：酒吧、沙龍、豪华饭店及大型购物商场等雲集，素受國際觀光客青睐
- 馬拉提區：酒吧、沙龍、豪华饭店及大型购物商场等雲集，素受國際觀光客青睐
- 帕可區：
- 潘達坎區：菲國中央部會和各國駐菲使館和辦事處集中區
- 港區：
- 聖安禮布基區：
- 聖塔安娜區：

### 大型購物中心
- Ayala Center
- GreenBelt
- Market! Market!
- SM Mall of Asia
- Robinsons Place
- Harrison Plaza
- Trinoma Mall
- SM City Manila
- SM City North EDSA
- SM City San Lazaro
- SM City St.Mesa
- Gateway
- Ali Mall
- Rockwell
- SM MegaMall
- Tutuban
- Farmer's Plaza
- Shangri-La Plaza
- 168
- 999
- 1188
- Lucky China Town

### 賭場兼度假村
- 马尼拉 OKADA
- 馬尼拉「晨麗」（Solaire）
- 馬尼拉灣金沙度假村
- COD City of Dreams  新濠天地
- 馬尼拉 雲頂世界 Resorts world
- 太陽城集團 Sun City
- SM超级购物广场

## 友好城市
- 墨西哥阿卡普尔科
- 阿斯塔納
- 泰國曼谷
- 中国福州市（1958年）[16][17]
- 羅馬尼亞布加勒斯特
- 哥伦比亚卡塔赫纳
- 中国廣東省廣州市（1982年）[18]
- 以色列海法[19]
- 古巴哈瓦那
- 越南胡志明市
- 美国檀香山
- 印度尼西亞雅加达
- 美国澤西市
- 秘魯利馬
- 西班牙马德里（1987年）[20]
- 西班牙马拉加
- 美国
- 加拿大（2005年）[21]
- 俄羅斯莫斯科
- 印度新德里
- 法國尼斯
- 美国
- 美国旧金山
- 智利
- 雪梨市
- 中華民國臺北市（1966年）[22]
- 日本高槻市
- 伊朗德黑兰
- 加拿大温尼伯（1979年）[23]
- 日本横滨市[24][25]

## 政治

### 市長列表

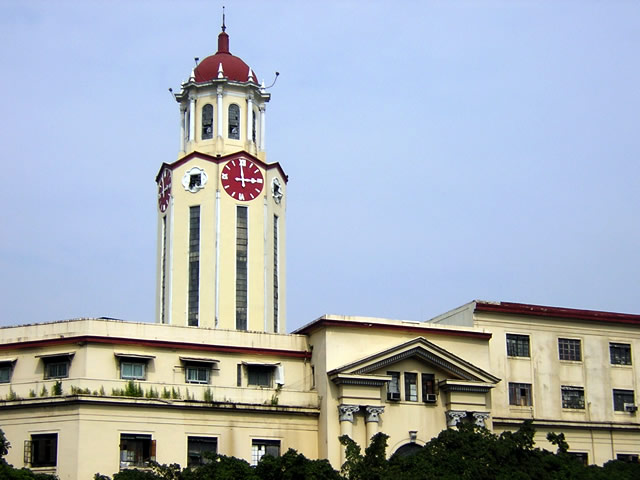
馬尼拉市政府

#### 官派
- Arsenio Cruz-Herrera（1901年-1905年）
- Félix Roxas（荷兰语：Felix Roxas y Fernandez）（1905年 - 1917年）
- Justo Lukban（1917年-1920年）
- Ramón Fernández（1920年-1924年）
- 米格爾·羅穆爾茲（荷兰语：Miguel Romualdez）（1924年-1927年）
- Tomás Earnshaw（1927年-1935年）
- Valeriano Fugoso（1935年-1941年）
- Jorge B. Vargas（1941年-1942年）
- León G. Guinto, Sr.（1942年-1945年）
- Juan L. Nolasco（1945年-1948年）
- Manuel de la Fuente（1948年-1952年）

#### 民選後
| 姓名             | 政黨         | 政黨         | 就任           | 離任           |
| ---------------- | ------------ | ------------ | -------------- | -------------- |
| Arsenio Lacson   |              | Nacionalista | 1952年1月1日   | 1962年4月15日  |
| Arsenio Lacson   | 自由黨       |              | 1952年1月1日   | 1962年4月15日  |
| Antonio Villegas |              | 自由黨       | 1962年4月15日  | 1971年12月30日 |
| Antonio Villegas | Nacionalista |              | 1962年4月15日  | 1971年12月30日 |
| Ramon Bagatsing  |              | 自由黨       | 1971年12月30日 | 1986年5月[a]   |
| Ramon Bagatsing  | KBL          |              | 1971年12月30日 | 1986年5月[a]   |
| Mel Lopez        |              | UNIDO        | 1986年5月      | 1992年6月30日  |
| 林雯洛           |              | PRP          | 1992年6月30日  | 1998年6月30日  |
| Lito Atienza     |              | 自由黨       | 1998年6月30日  | 2007年6月30日  |
| 林雯洛           |              | PMP          | 2007年6月30日  | 2013年6月30日  |
| 林雯洛           | 自由黨       |              | 2007年6月30日  | 2013年6月30日  |
| 埃斯特拉達       |              | PMP          | 2013年6月30日  | 2019年6月30日  |
| Isko Moreno      |              | NUP          | 2019年6月30日  | 2022年6月30日  |
| Isko Moreno      | Aksyon       |              | 2019年6月30日  | 2022年6月30日  |
| Honey Lacuna     |              | Aksyon       | 2022年6月30日  |                |
| Honey Lacuna     | Lakas–CMD    |              | 2022年6月30日  |                |

## 参阅